# La Chaussée-d'Ivry
La Chaussée-d'Ivry is een gemeente in het Franse departement Eure-et-Loir (regio Centre-Val de Loire). De plaats maakt deel uit van het arrondissement Dreux. La Chaussée-d'Ivry telde op 1 januari 2022 1.307 inwoners.

## Geografie
De oppervlakte van La Chaussée-d'Ivry bedroeg op 1 januari 2022 8,39 vierkante kilometer; de bevolkingsdichtheid was toen 155,8 inwoners per km².

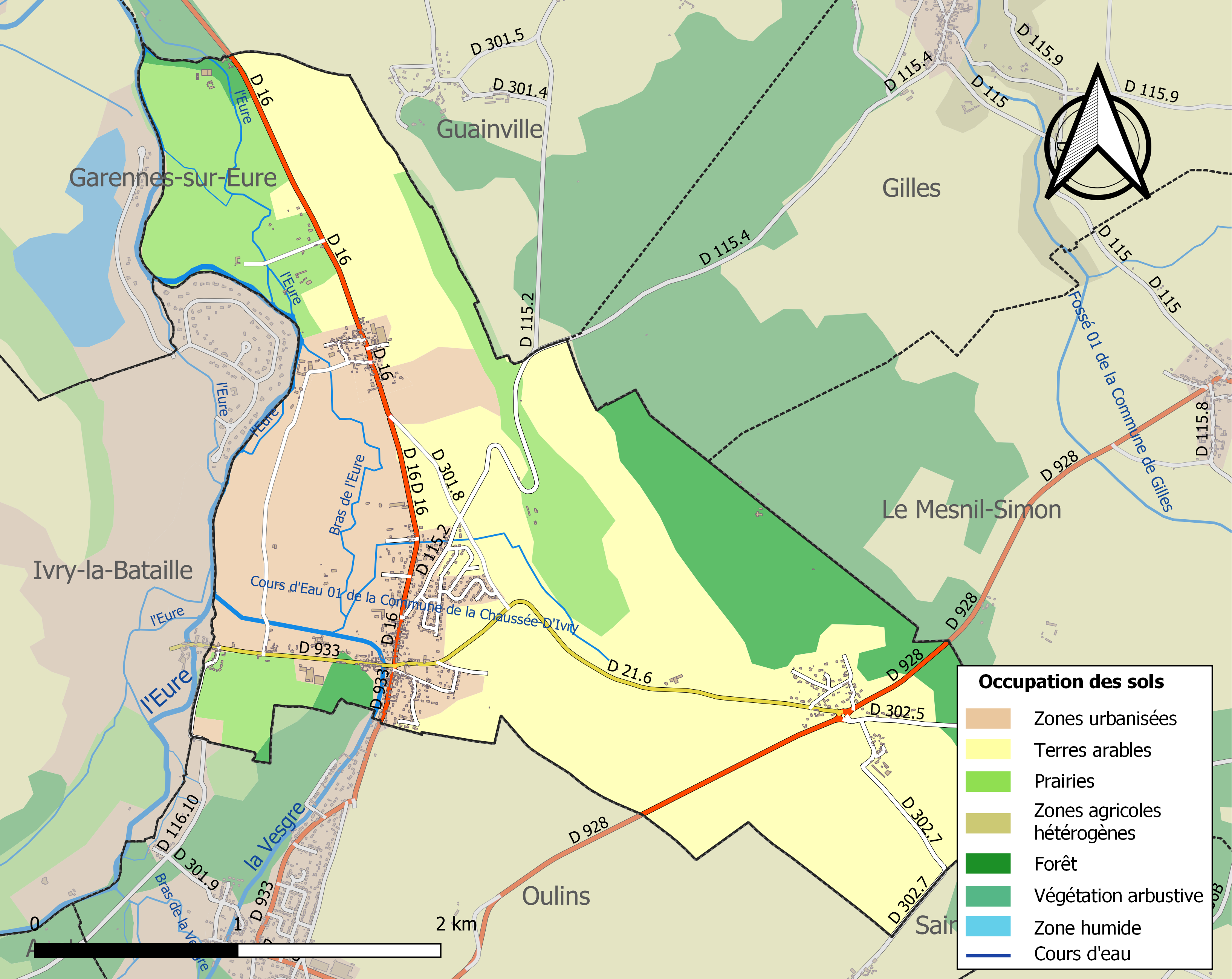
Kaart van de gemeente met belangrijkste infrastructuur, bodemgebruik en omliggende gemeenten

## Demografie
Onderstaande figuur toont het verloop van het inwonertal (bron: INSEE-tellingen).